# Ludwig Philipp Gottlob von Danckelmann
Ludwig Philipp Gottlob Freiherr von Danckelmann, auch Dankelman[n], (* 24. November 1744 in Hanau; † 25. Januar 1823 in Potsdam) war kursächsischer Kreisdirektor und Amtshauptmann.

## Leben
Er stammte aus der in den Freiherrenstand erhobenen Adelsfamilie von Danckelmann auf Lodersleben und war einer der fünf Söhne des Carl Ludolph von Danckelmann.
Im Jahr 1765 wurde Danckelmann preußischer Regierungsrat in Magdeburg. Am 30. Oktober 1769 kaufte er für 42.000 Taler von seinen Brüdern die beiden Rittergüter (das Marschallsche und das Schuttsacksche Gut genannt) in Lodersleben, das sie gemeinsam von ihrem verstorbenen Vater geerbt hatten. Im gleichen Jahr kaufte er für seine erste Ehefrau Charlotte Dorothee Friederike Luise von Wobersnow das dritte Rittergut in Lodersleben, die sogenannte Oberschäferei hinzu. Später wurde er sächsischer Direktor und Marschkommissar des Querfurter Kreises im Kurfürstentum Sachsen. Als Adjunkt wirkte seit dem Beginn des 19. Jahrhunderts sein Stiefsohn und Amtsnachfolger William Freiherr von Danckelmann.
Ab 1810 lebte Danckelmann in Prangins am Genfersee.
Nach dem Tod seiner ersten Ehefrau am 12. März 1786 heiratete er wieder. Aus erster Ehe stammen die Kinder:
- Friedrich Ludwig Eberhardt Franz Freiherr von Danckelmann, königlich-preußischer Major
- Charlotte Constantie Freiin von Danckelmann, verheiratet mit dem preußischen Staatsminister Gustav Freiherr von Brenn.

Seine zweite Ehefrau Cornelia Helena von Baumgardt, verwitwete Freifrau von Danckelmann, brachte die Söhne seines verunglückten Bruders Wilhelm Freiherr von Danckelmann
- William Freiherr von Danckelmann und
- Adolph Freiherr von Danckelmann, königlich-sächsischer Geheimer Legationsrat, mit in die Ehe.

Gemeinsam mit seiner zweiten Ehefrau hatte er den Sohn:
- Cornelius Freiherr von Danckelmann, kaiserlich-österreichischer Generalmajor